# Orange (Nowa Południowa Walia)
Orange – miasto w Australii, w stanie Nowa Południowa Walia. Według danych z 2006 roku miasto miało 35446 mieszkańców.
W pobliżu miasta znajduje się kopalnia złota i miedzi Cadia.

## Miasta partnerskie
- Mount Hagen
- Orange
- Ushiku
- Timaru